# Decubadao
Decubadao (Acubadao), neidentificirana grupa Indijanaca iz južnog Teksasa poznata tek po de Vacinim izvorima, koji kroz Teksas putuje između 1527. i 1534. godine. Njihov točan lokalitet nije poznat, a nalazio se negdje zapadno od plemena Yguace. 

## Vanjske poveznice
- Decubadao (Acubadao) Indians